# Iakivka, Tlumaci
Iakivka (în ucraineană Яківка) este o comună în raionul Tlumaci, regiunea Ivano-Frankivsk, Ucraina, formată numai din satul de reședință.

## Demografie
Componența lingvistică a comunei Iakivka
     Ucraineană (99,86%)
     Alte limbi (0,14%)
Conform recensământului din 2001, majoritatea populației comunei Iakivka era vorbitoare de ucraineană (99,86%), existând în minoritate și vorbitori de alte limbi.